# 蔵玉錦敏正
蔵玉錦 敏正（ざおうにしき としまさ、1952年9月3日 - 2020年8月9日）は、山形県山形市香澄町出身で鏡山部屋（入門時は伊勢ノ海部屋）に所属した大相撲力士。本名は安達 敏正（あだち としまさ）。現役時代の体格は183cm、141kg。得意手は左四つ、寄り。最高位は西前頭筆頭（1981年1月場所）。

## 来歴・人物
兄2人、妹1人の4人兄妹の三男として生まれた。小学校4年生の頃から体がどんどん大きくなり、スポーツも万能で陸上、柔道、水泳が特に好きだった。高校野球の名門である日本大学山形高等学校に在学中は学業面でも英語や数学が得意であり、日本大学工学部への推薦入学も内定していた。
しかしこの頃、創設間近だった元横綱・柏戸の鏡山部屋の庄内後援会会員で土地相撲でも活躍する知人に見出されて、勧誘された。勉強は得意でも好きではなかったため、この勧誘を受け入れて高校を中退し、上京。鏡山親方の内弟子として伊勢ノ海部屋に入門し、1970年9月場所で初土俵を踏んだ。当初の四股名は、本名の「安達」。
同期生に後の横綱である千代の富士、前頭・王湖（後に世話人）、十両・牛若丸などがいた。
翌11月場所前、鏡山部屋の創設とともに同部屋に移籍。1975年7月場所、同部屋の後輩・小沼と同時に新十両に昇進し、鏡山部屋初の関取として話題となった。
1976年9月場所では10勝5敗と大勝ちして十両優勝を遂げ、これを手土産に、翌11月場所で新入幕。
2桁黒星で十両陥落を3度繰り返し、1978年1月場所より故郷の名山・蔵王山に因んだ「蔵玉錦」の四股名に改めた。画数が悪いので「王」を「玉」に変えたが、これを「ざおうにしき」と読むのに違和感を受ける声も多く、問い合わせが殺到したという。新入幕から3年半ほど経過した1979年3月場所から幕内に定着した。
1981年9月場所では、北の湖より初金星を挙げる活躍をするも負け越し、三役昇進にはあと一歩及ばなかった。なお、大関戦では3勝（貴ノ花に2勝、増位山に1勝）している。貴ノ花の現役最後の一番となった一戦（1981年1月場所6日目）では一気の押しで勝利しており、対戦成績はほぼ2勝2敗の五分であった。それ以降は、幕内下位から十両で取ることが増えていった。
しかし十両下位で4勝11敗と大敗し幕下落ちが決定的となった1983年の1月場所を以って30歳で引退、借株で年寄・立川を襲名した。
日本相撲協会内では主に指導普及部や巡業部での職務に当たったほか、立川時代の1994年1月場所後には審判委員に就任し、1年間のみ経験している。2003年から借株の年寄は主任以上に昇格できなくなったため、委員から平年寄に降格となった。
2013年12月、61歳で武隈を取得し合計7株・30年11ヶ月に亘る借株生活に別れを告げた。借株だったため、平年寄の職位に10年据え置かれていたが2014年4月3日の協会職務分掌では指導普及部主任に昇格、さらに2015年1月29日には同じ部署で委員に復帰した。
協会の停年直前となる2017年7月場所10日目（7月18日）のNHK大相撲中継では向正面の解説として登場した。この中では初金星の北の湖戦、新十両が決まった日の記者会見、貴ノ花現役最後の一戦の映像が紹介された。
停年後は再雇用制度を利用し、参与として協会に残っていたが2019年9月2日付で退職した。
2020年8月9日午前5時56分、多発性骨髄腫のため千葉県市川市の病院で死去。67歳没。16代時津風は「1カ月くらい前に入院したと聞いていた。腰の神経をやられて、歩くのもきつかったそうです。自分が不在の時に部屋付き親方としていろいろ助けてもらった」と話している。
同月10日、16代井筒は「自分が新弟子の時に部屋にいらしたので、かれこれ20年近い月日を過ごしました。本当に相撲が好きで、稽古場での指導のポイントは聞いていて勉強になりました」「お酒を飲むと、口癖は『うちの柏戸は…』でした。今ごろ、柏戸関とお酒を飲みながら怒られているんじゃないでしょうか」と蔵玉錦との思い出を振り返った。
13日、東京・葛飾区の千代田鎌倉ホールで蔵玉錦の葬儀・告別式が営まれ、時津風部屋の親方、力士、親交の深かった5代大島らを始めとして、前日12日の通夜を含めてのべ180人が参列。弔辞は蔵玉錦の妻が読み上げた。新型コロナウイルス感染予防の観点から関取衆は参列しなかったが、16代井筒は2日連続で参列した。

## 時津風部屋付き親方としての指導と報道対応
引退後の約20年間は鏡山部屋付きの親方として後進を指導していたが、2002年の12代枝川襲名時に同門の時津風部屋に移籍し、2019年の退職まで所属していた。時津風部屋付きとしては厳しい指導で知られ、部屋付きであった頃は部屋が引き締まっていたという。
現役時代から元・双津竜の15代時津風とは親しくしており、2007年の時津風部屋力士暴行死事件で15代時津風の処分が取りざたされた際には、部屋付き親方（当時は16代錦島）としてマスコミ対応を行っている。15代時津風の解雇直後には、本人の様子などを報道陣に説明しているニュース映像も見られた。また部屋の後継者となった16代時津風の引退記者会見にも解雇された15代時津風に代わって同席した。
2014年6月には、肺がんの治療で入院中の15代時津風を見舞った際に抗がん剤によるがん治療を始めたことを明かされていたという。同年8月12日、15代時津風の死去が報じられた際には「（当日の）午前中に連絡が入り、きのうの夜中に亡くなったと聞いた。先月、病院で会った時はすこぶる元気だった。うまそうにかき氷を食べていたのに…」と様子を説明している。

## 主な成績・記録
- 通算成績：440勝446敗 勝率.497
- 幕内成績：149勝221敗 勝率.414
- 現役在位：74場所
- 幕内在位：24場所
- 連続出場：886番（1970年11月場所-1983年1月場所）
- 金星：1個（北の湖1個）
- 各段優勝
  - 十両優勝：1回（1976年9月場所）

### 場所別成績
| | 一月場所 初場所（東京）  | 三月場所 春場所（大阪） | 五月場所 夏場所（東京） | 七月場所 名古屋場所（愛知） | 九月場所 秋場所（東京） | 十一月場所 九州場所（福岡） |
| --- | ------------------------ | ----------------------- | ----------------------- | --------------------------- | ----------------------- | --------------------------- |
| 1970年 （昭和45年） | x                        | x                       | x                       | x                           | （前相撲）              | 西序ノ口筆頭 6–1            |
| 1971年 （昭和46年） | 東序二段35枚目 5–2       | 東三段目74枚目 3–4      | 西序二段3枚目 4–3       | 東三段目72枚目 4–3          | 西三段目51枚目 4–3      | 西三段目36枚目 3–4          |
| 1972年 （昭和47年） | 西三段目46枚目 4–3       | 東三段目37枚目 3–4      | 西三段目46枚目 4–3      | 東三段目37枚目 4–3          | 西三段目28枚目 5–2      | 西三段目2枚目 3–4           |
| 1973年 （昭和48年） | 東三段目13枚目 4–3       | 東三段目筆頭 5–2        | 西幕下39枚目 5–2        | 西幕下21枚目 5–2            | 西幕下11枚目 4–3        | 西幕下9枚目 4–3             |
| 1974年 （昭和49年） | 西幕下7枚目 4–3          | 東幕下6枚目 2–5         | 西幕下22枚目 3–4        | 東幕下31枚目 5–2            | 東幕下16枚目 5–2        | 西幕下8枚目 4–3             |
| 1975年 （昭和50年） | 東幕下6枚目 4–3          | 東幕下4枚目 4–3         | 東幕下3枚目 5–2         | 東十両13枚目 8–7            | 西十両11枚目 9–6        | 西十両8枚目 7–8             |
| 1976年 （昭和51年） | 東十両11枚目 8–7         | 西十両9枚目 7–8         | 西十両10枚目 9–6        | 西十両4枚目 9–6             | 西十両筆頭 優勝 10–5    | 東前頭9枚目 5–10            |
| 1977年 （昭和52年） | 東十両筆頭 8–7           | 東前頭13枚目 5–10       | 西十両3枚目 7–8         | 西十両4枚目 7–8             | 東十両5枚目 8–7         | 西十両2枚目 8–7             |
| 1978年 （昭和53年） | 東前頭13枚目 2–13        | 西十両8枚目 8–7         | 東十両7枚目 6–9         | 東十両11枚目 8–7            | 東十両9枚目 9–6         | 東十両6枚目 10–5            |
| 1979年 （昭和54年） | 東十両2枚目 10–5         | 東前頭12枚目 9–6        | 西前頭6枚目 6–9         | 西前頭10枚目 8–7            | 西前頭4枚目 5–10        | 東前頭8枚目 6–9             |
| 1980年 （昭和55年） | 東前頭12枚目 8–7         | 東前頭8枚目 8–7         | 東前頭4枚目 6–9         | 西前頭5枚目 8–7             | 東前頭2枚目 5–10        | 西前頭5枚目 8–7             |
| 1981年 （昭和56年） | 西前頭筆頭 6–9           | 東前頭3枚目 5–10        | 西前頭6枚目 6–9         | 西前頭10枚目 9–6            | 東前頭4枚目 7–8 ★       | 東前頭5枚目 7–8             |
| 1982年 （昭和57年） | 東前頭6枚目 4–11         | 西前頭10枚目 5–10       | 東十両筆頭 10–5         | 東前頭12枚目 6–9            | 西前頭14枚目 5–10       | 西十両5枚目 6–9             |
| 1983年 （昭和58年） | 東十両10枚目 引退 4–11–0 | x                       | x                       | x                           | x                       | x                           |
| 各欄の数字は、「勝ち-負け-休場」を示す。 優勝 引退 休場 十両 幕下 三賞：敢=敢闘賞、殊=殊勲賞、技=技能賞 その他：★=金星 番付階級：幕内 - 十両 - 幕下 - 三段目 - 序二段 - 序ノ口 幕内序列：横綱 - 大関 - 関脇 - 小結 - 前頭（「#数字」は各位内の序列） |                          |                         |                         |                             |                         |                             |

### 幕内対戦成績
| 力士名 | 勝数 | 負数 | 力士名     | 勝数 | 負数 | 力士名      | 勝数 | 負数 | 力士名   | 勝数 | 負数 |
| ------ | ---- | ---- | ---------- | ---- | ---- | ----------- | ---- | ---- | -------- | ---- | ---- |
| 青葉城 | 4    | 3    | 青葉山     | 5    | 3    | 朝汐(4代)]] | 4    | 5    | 旭國     | 1(1) | 0    |
| 東洋   | 6    | 6    | 天ノ山     | 7    | 3    | 荒勢        | 4    | 2    | 岩波     | 3    | 4    |
| 大潮   | 4    | 2    | 巨砲       | 1    | 5    | 大錦        | 4    | 5    | 大豊     | 0    | 1    |
| 大鷲   | 1    | 0    | 魁輝       | 2    | 6    | 影虎        | 1    | 0    | 北瀬海   | 2    | 1    |
| 北の湖 | 1    | 5    | 騏ノ嵐     | 0    | 1    | 麒麟児      | 3    | 6    | 蔵間     | 5    | 7    |
| 黒瀬川 | 2    | 2    | 黒姫山     | 5    | 2    | 高望山      | 2    | 0    | 高鐵山   | 1    | 0    |
| 琴風   | 0    | 2    | 琴ヶ嶽     | 0    | 1    | 琴千歳      | 0    | 2    | 琴乃富士 | 1    | 0    |
| 琴若   | 2    | 3    | 斉須       | 1    | 2    | 佐田の海    | 2    | 2    | 嗣子鵬   | 3    | 2    |
| 神幸   | 1    | 2    | 大こう     | 1    | 0    | 大受        | 0    | 2    | 大寿山   | 2    | 1    |
| 隆の里 | 3    | 5    | 貴ノ花     | 2    | 2    | 隆三杉      | 1    | 0    | 高見山   | 3    | 6    |
| 谷嵐   | 4    | 0    | 玉輝山     | 1    | 2    | 玉ノ富士    | 1    | 2    | 玉龍     | 0    | 1    |
| 千代櫻 | 0    | 3    | 千代の富士 | 1    | 8    | 出羽の花    | 2    | 6    | 闘竜     | 3    | 6    |
| 栃赤城 | 3    | 3    | 栃東       | 1    | 0    | 栃剣        | 0    | 3    | 栃光     | 3    | 6    |
| 羽黒岩 | 0    | 2    | 播竜山     | 4    | 2    | 飛騨ノ花    | 1    | 2    | 富士櫻   | 7    | 4    |
| 双津竜 | 1    | 3    | 鳳凰       | 3    | 5    | 北天佑      | 1    | 3    | 増位山   | 1    | 4    |
| 舛田山 | 4    | 5    | 三重ノ海   | 0    | 1    | 豊山        | 4    | 4    | 若獅子   | 1    | 2    |
| 若島津 | 1    | 3    | 若ノ海     | 1    | 1    | 若乃花(2代) | 0    | 4    | 若の富士 | 1    | 2    |
| 輪島   | 0    | 4    | 鷲羽山     | 3    | 4    |             |      |      |          |      |      |

## 改名歴
- 安達 敏正（あだち としまさ）1970年11月場所-1977年11月場所
- 蔵玉錦 敏正（ざおうにしき -）1978年1月場所-1983年1月場所

## 年寄変遷
- 立川 敏正（たてかわ としまさ）1983年1月-1995年11月
- 富士ヶ根 敏正（ふじがね -）1995年11月-2002年9月
- 枝川 敏正（えだがわ -）2002年9月-2003年11月
- 中川 敏正（なかがわ -）2003年11月-2004年8月
- 白玉 敏正（しらたま -）2004年8月-2005年8月
- 佐ノ山 敏正（さのやま -）2005年8月-2007年5月
- 錦島 敏正（にしきじま -）2007年5月-2013年12月
- 武隈 敏正（たけくま -）2013年12月-2019年9月